# حاجی محمدلی، جلیل‌آباد
حاجی محمدلی (به ترکی آذربایجانی: Hacıməmmədli) یک منطقه مسکونی در جمهوری آذربایجان است که در شهرستان جلیل‌آباد واقع شده است. حاجی محمدلی ۳۵۷ نفر جمعیت دارد.